# Salmacina piranga
Salmacina piranga är en ringmaskart som först beskrevs av Grube 1872.  Salmacina piranga ingår i släktet Salmacina och familjen Serpulidae. Inga underarter finns listade i Catalogue of Life.